# Bandiera di Saint-Barthélemy

Il tricolore francese, bandiera ufficiale di Saint-Barthélemy.

L'unica bandiera ufficiale di Saint-Barthélemy è la bandiera della Francia, essendo Saint-Barthélemy una collettività d'oltremare.
Tuttavia gli abitanti dell'isola posseggono una loro bandiera locale non ufficiale, che è la trasposizione dello stemma di Saint-Barthélemy con qualche piccola differenza: i pellicani sono grigi (anziché bianchi), la croce di Malta al centro della fascia rossa dello scudo è anch'essa grigia (anziché bianca) e il nastro in basso è dorato (anziché argentato).

## Galleria d'immagini

La bandiera locale non ufficiale
Lo stemma ufficiale